# Malované kostely v pohoří Troodos
Troodos je název největšího kyperského pohoří, které se nachází v centrální části ostrova. Jeho nejvyšší horou je Olymp s výškou 1 952 metrů. V pohoří se nachází řada starobylých staveb, zejména množství kostelů z dob Byzantské říše. 

## Charakteristika
Tyto kostely jsou plné nástěnných maleb, které se zachovaly do dnešních dnů. Devět z nich bylo roku 1985 zařazeno na seznam Světového dědictví UNESCa, mezi nimi například Svatý Mikuláš ze střechy; desátý byl přidán roku 2011 – kostel sv. Spasitele z počátku 16. století v Palaichori.

## Galerie

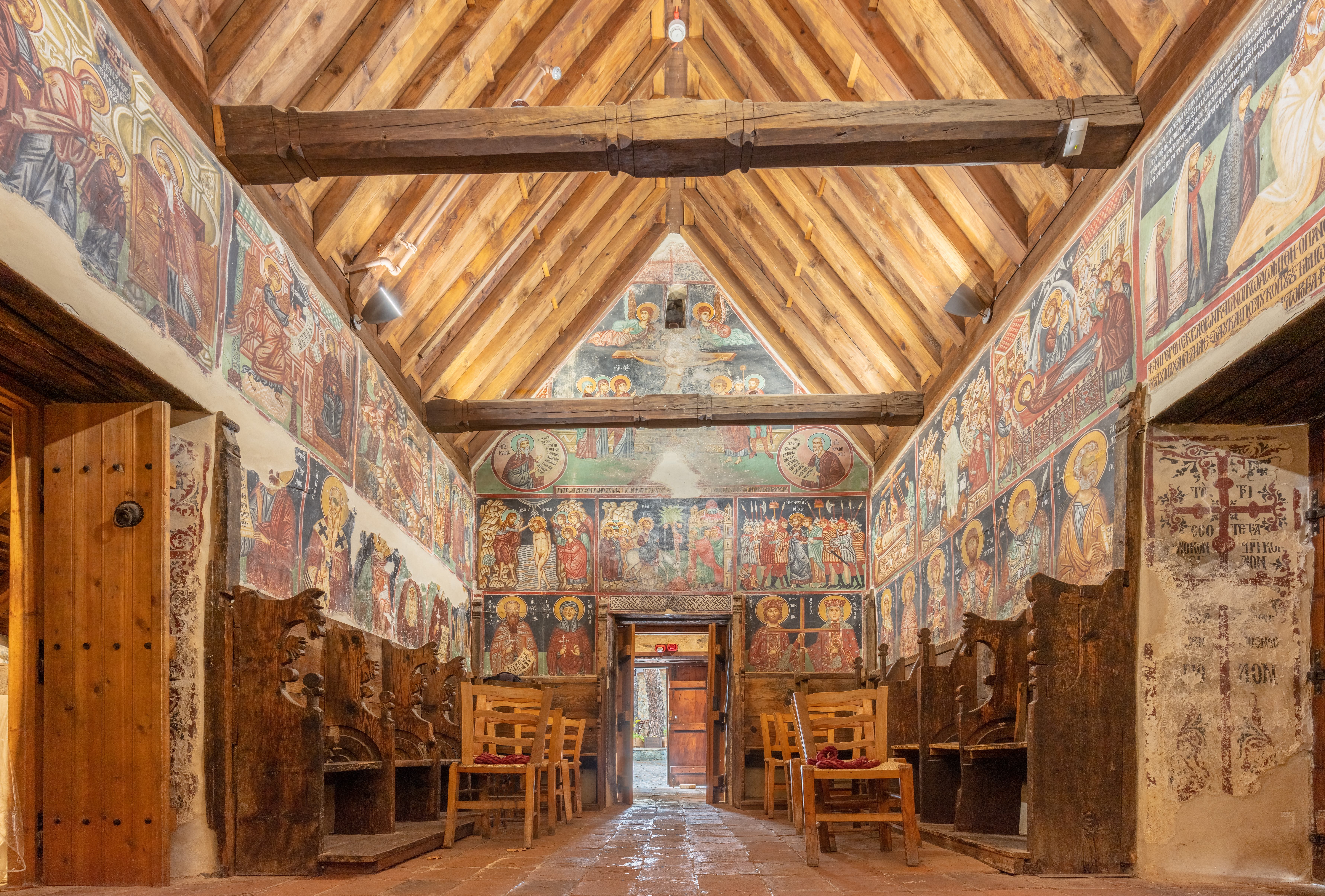
Kostel archanděla Michaela
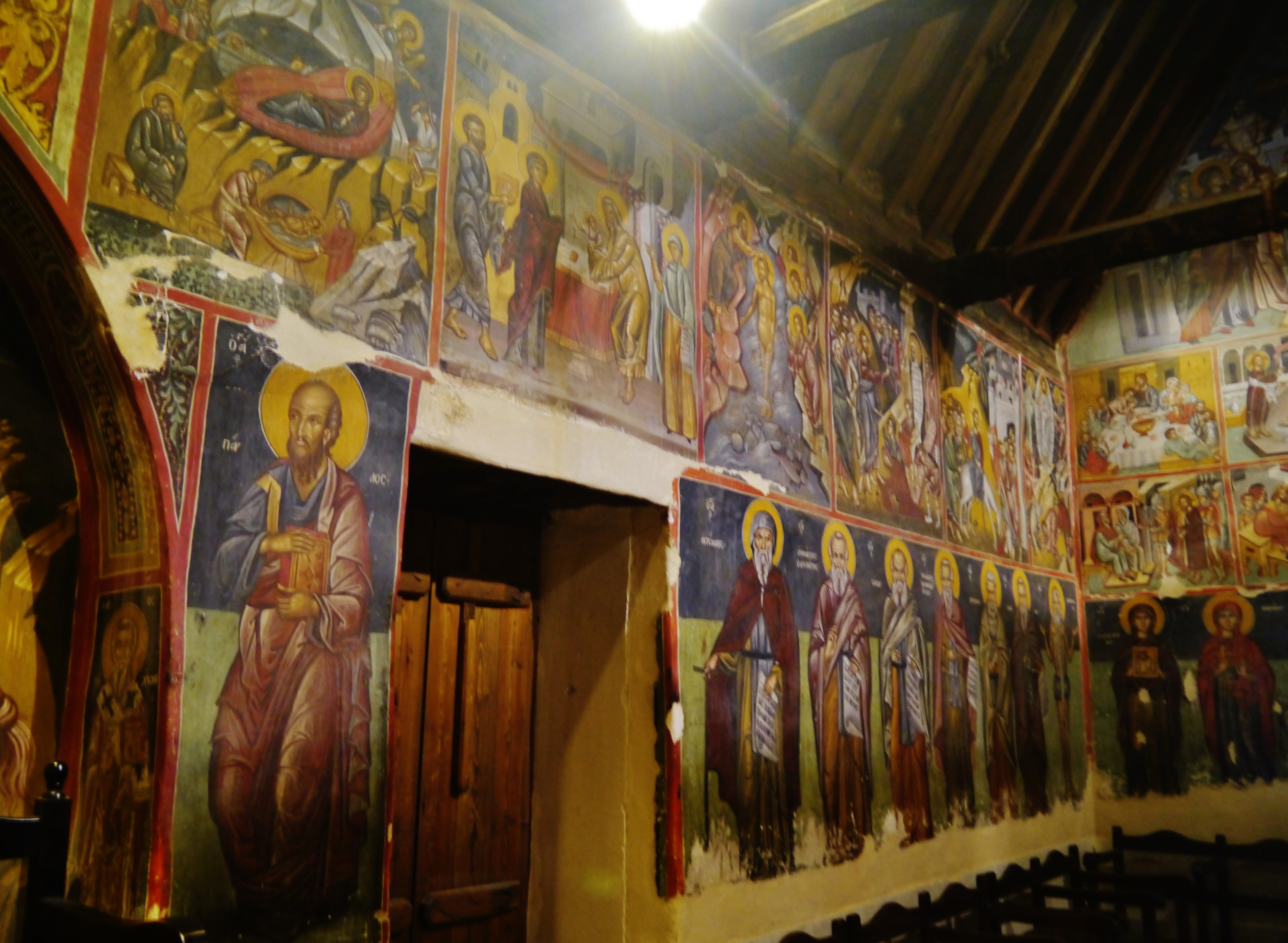
Chrám Proměnění Páně
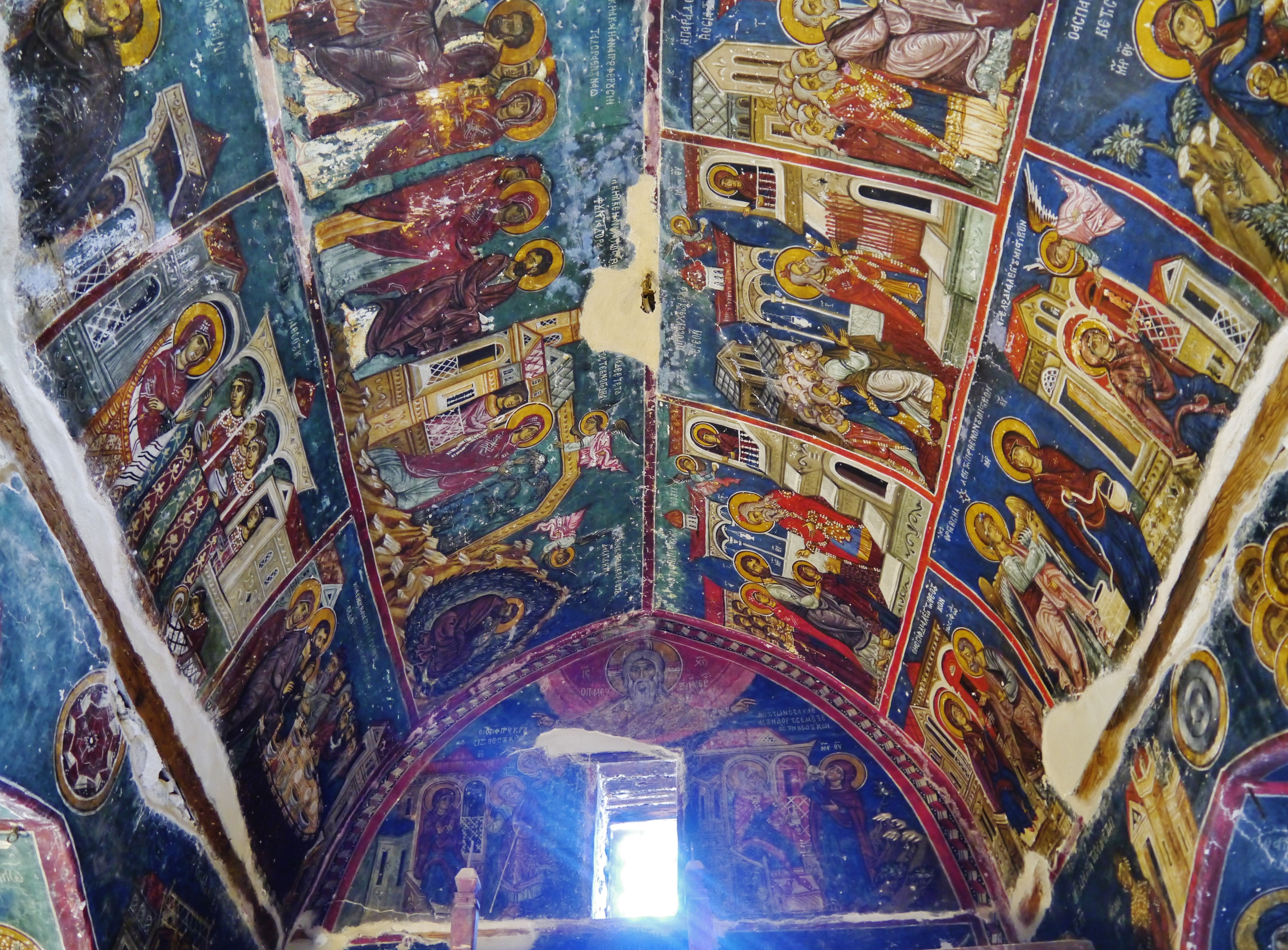
Chrám Svatého Kříže